# Marene
Marene ist eine italienische Gemeinde (comune) in der Provinz Cuneo (CN), Region Piemont.

## Lage und Einwohner
Marene liegt knapp 38 km nordöstlich von der Provinzhauptstadt Cuneo auf einer Höhe von 310 m s.l.m. Das Gemeindegebiet umfasst eine Fläche von fast 29 km² und hat 3348 Einwohner (Stand 31. Dezember 2023). Marene besitzt eine Autobahnanschlussstelle an der Autostrada A6.
Die Nachbargemeinden sind Cavallermaggiore, Cervere, Cherasco und Savigliano.

### Bevölkerungsentwicklung

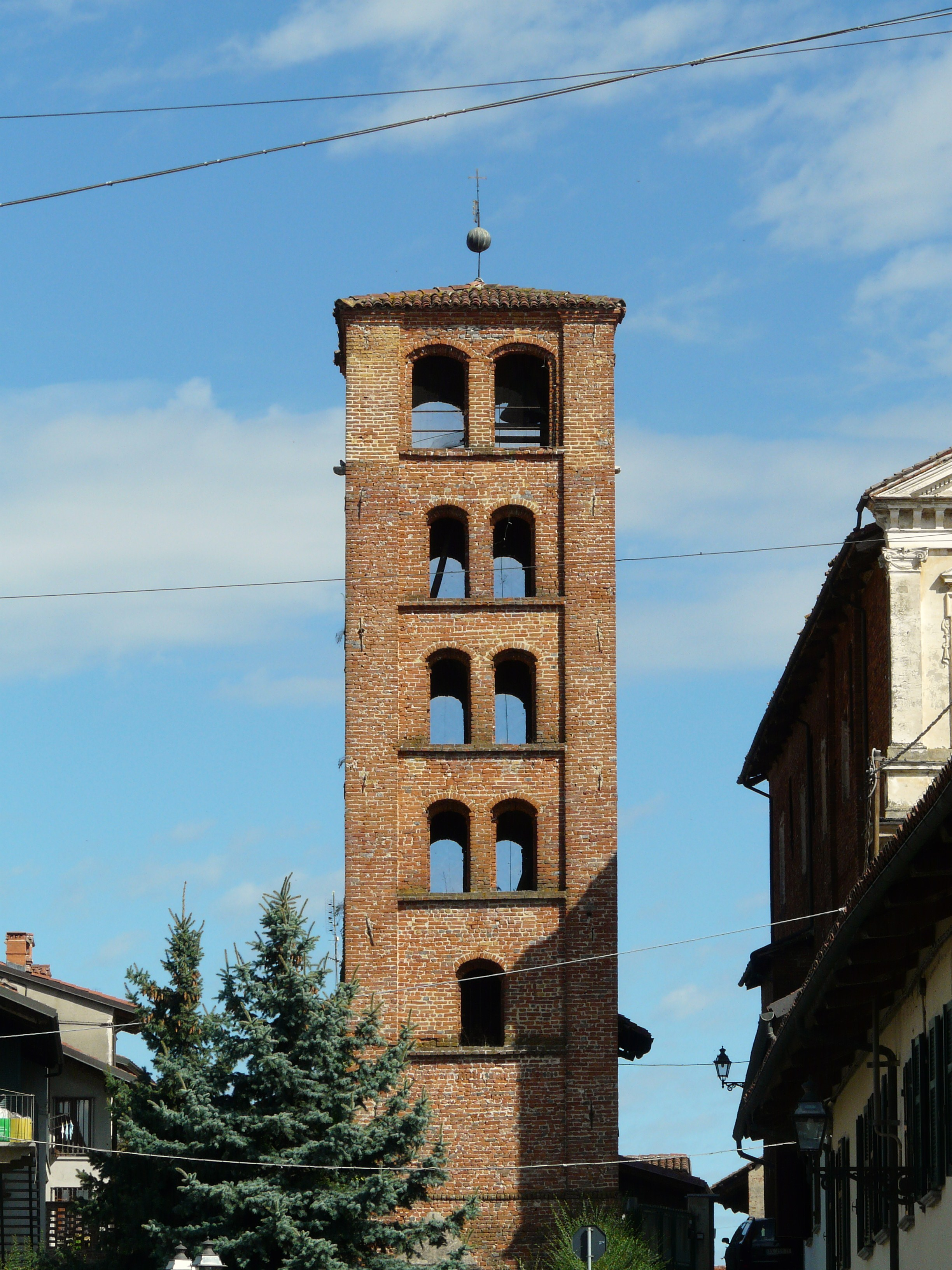
Wachturm

## Geschichte

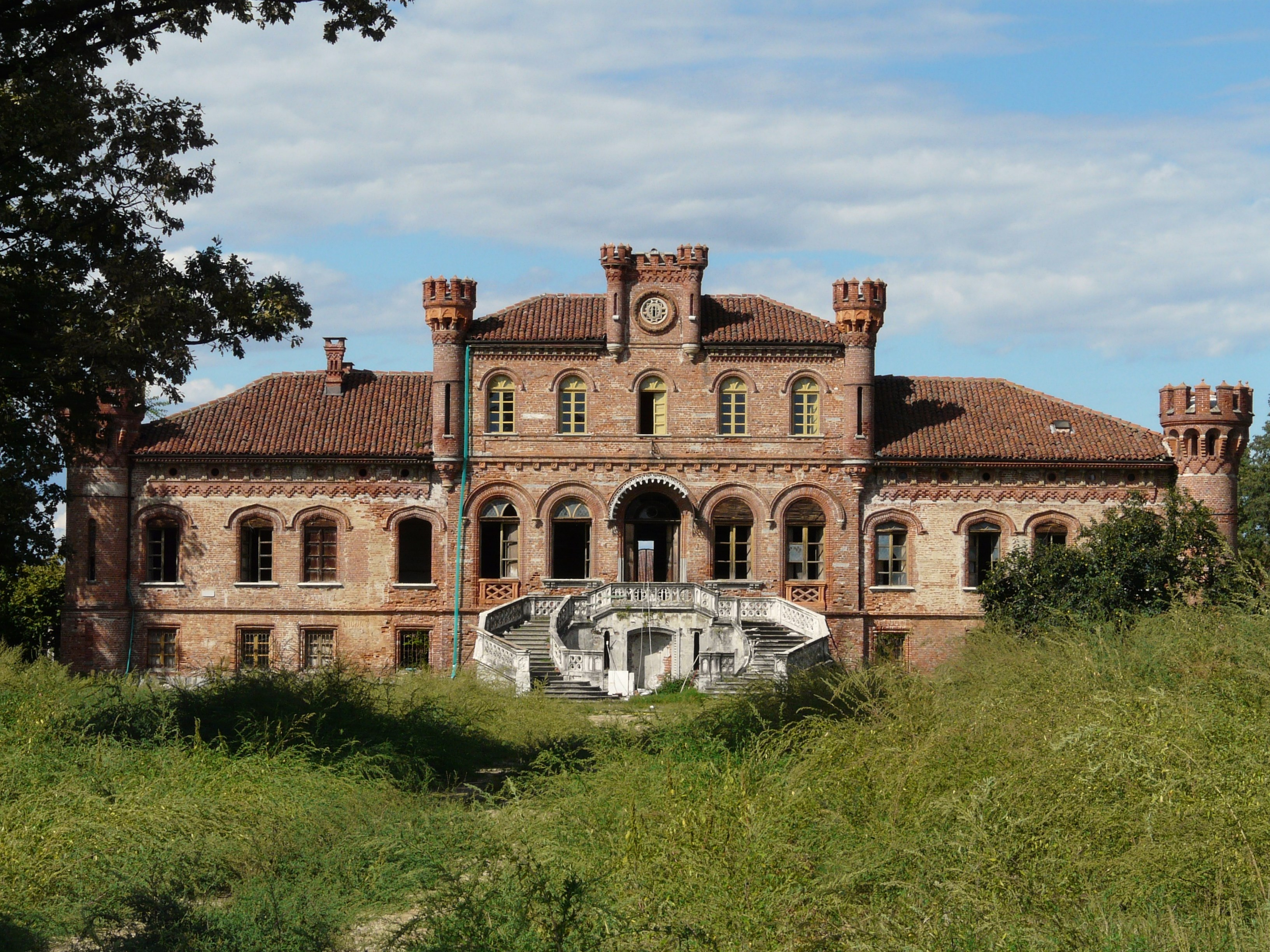
Castello della Salza

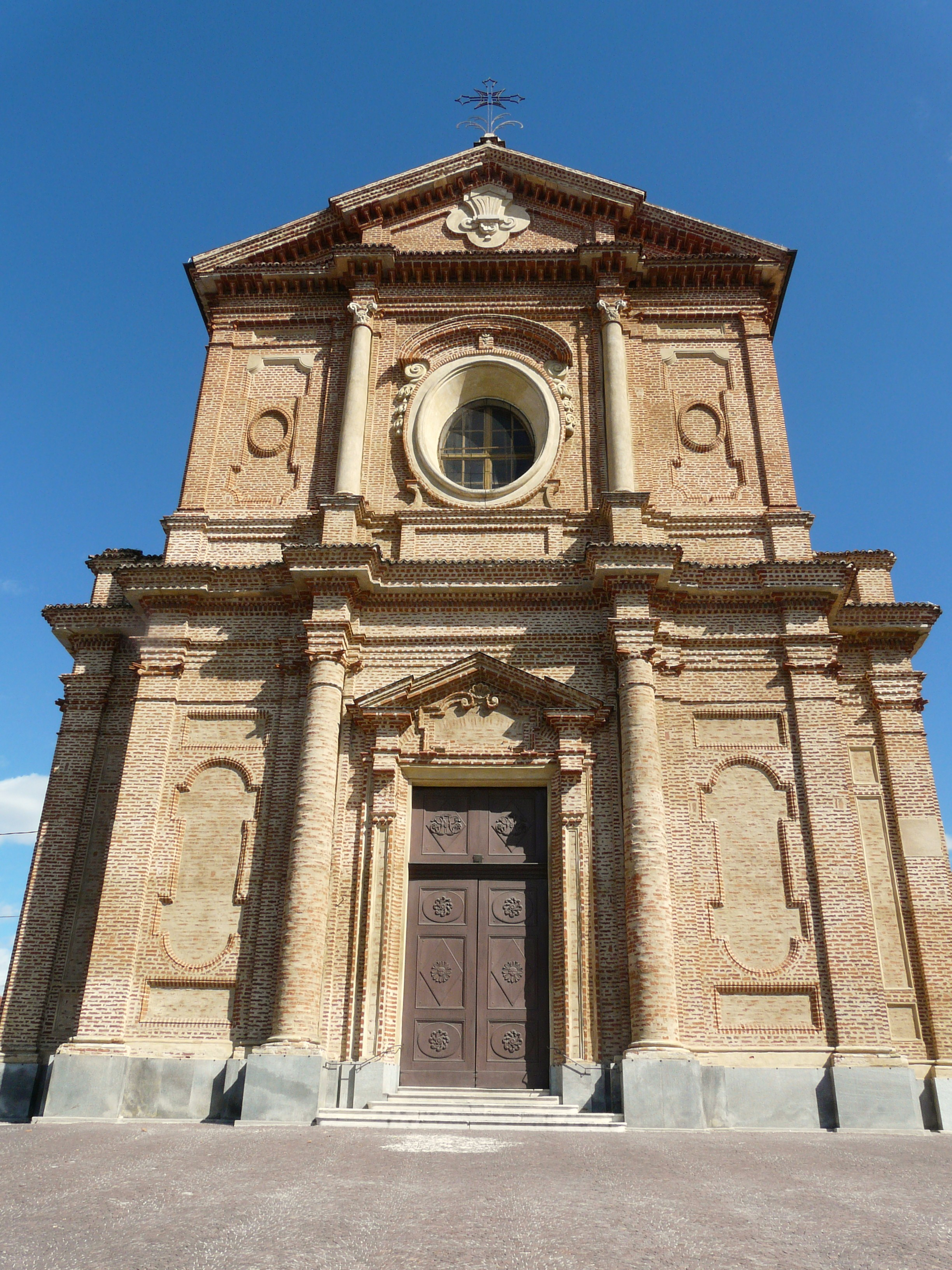
Pfarrkirche Natività di Maria Vergine

Bis zum Ende des 17. Jahrhunderts gehörte es zum Gebiet von Savigliano und erhielt dann den Status einer Gemeinde. Ihre Kirche erscheint zum ersten Mal in den Gründungsurkunden der Abtei San Pietro di Savigliano aus dem Jahr 1028.

## Sehenswürdigkeiten
- Der Wachturm mit runden Sprossen- und Doppelbogenfenstern, die sich vor der Pfarrkirche Mariä Geburt erhebt, die zu Beginn des 18. Jahrhunderts entworfen wurde.
- Die Bruderschaft Santa Croce, die über eine Kirche mit drei kleinen Schiffen verfügt, die im Inneren reich an Kunstwerken ist.
- Die Bruderschaft der Barmherzigkeit, in der Architektur des 17. Jahrhunderts, mit einem einzigen Kirchenschiff und zwei Kapellen.
- Das Salsa-Schloss, eine militärische Anlage aus zylindrischen Türmen, die ab dem 16. Jahrhundert in eine Wohnanlage umgewandelt wurde.
- Das Gemeindegebäude mit neoklassizistischen Formen, flankiert von einem kleinen neugotischen Pavillon.

## Persönlichkeiten
- Gabriele Mana (* 1943), katholischer Geistlicher, emeritierter Bischof von Biella